# Мюнхенбухзе
Мюнхенбухзе (нем. Münchenbuchsee) — город в Швейцарии, в округе Берн-Миттельланд кантона Берн.
Официальный код — 0546.

## История
До 2009 года входил в состав округа Фраубруннен, с 2010 года вошёл в новый округ Берн-Миттельланд.
Население на 31 декабря 2021 года составляло 10 241 человек.
1 января 2023 года в состав Мюнхенбухзе вошла бывшая коммуна Димерсвиль (население на 31.12.2021 — 204 человека).

## Города-побратимы
- Милевско, Чехия